# Denso
Denso Corporation (株式会社デンソー Kabushiki-Gaisha Densō) (TYO: 6902
) er en multinational japansk producent af bil- og lastbildele. Koncernen har hovedsæde i Kariya i Aichi-præfekturet i Japan.
Efter at være blevet uafhængig af Toyota Motor, blev Nippon Denso Co. Ltd. (日本電装株式会社 Nippon Densō Kabushiki-Gaisha) grundlagt i 1949. Koncernen er en del af Toyota og det største ejerandele indehaves af Toyota Motor (24,77 %) og Toyota Industries (8,72 %). 41,2 % af virksomhedens omsætning er forbundet til forskellige bilproducenter i Japan, Tyskland, USA og Kina. Siden 2009 har Denso målt på omsætning været verdens største producent af bildele og omsætningen var 43,1 mia. amerikanske dollar.

I 2013 havde Denso Corporation 184 datterselskaber (68 i Japan, 34 i Amerika, 34 i Europa og 48 i Asien/Oceanien) med i alt 132.276 ansatte.

## Navnet
Denso stammer fra det japanske ord 電装 (Den-So), som er et sammensat ord af ordene Den-Ki (elektricitet) og So-Chi (udstyr).

## Produkter
Virksomheden udvikler og fremstiller forskellige autodele inklusive motorkomponenter, komponenter til klimaanlæg, komponenter til instrumentbræt, airbag-systemer, færdselsuhelds-forebyggende systemer og tændingssystemer. Denso fremstiller desuden varmesystemer til husstande og industrirobotter.
I 2014 var Densos globale salg fordelt som følger:
Automobilindustri:
- Varmesystemer 30,4 %
- Gearsystemer 35,0 %
- Elektroniske systemer 15,3 %
- Elektriske systemer 9,4 %
- Elektriske motorer 7,0 %
- Øvrige automobilprodukter 1,4 %

Ikke-automobilindustri:
- Industrisystemer og forbrugerprodukter 1,1 %
- Øvrige ikke-automobilprodukter 0,4 %